# Bobsleje na Zimowych Igrzyskach Olimpijskich 1968
Bobsleje na Zimowych Igrzyskach Olimpijskich 1968 – zawody bobslejowe podczas igrzysk olimpijskich w Grenoble, które odbyły się między 8 i 16 lutego 1968 roku na torze Piste de Bobsleigh w L’Alpe d’Huez. Ze względu na fatalną pogodę zjazdy były wielokrotnie przekładane, a ostatnie dwa zjazdy czwórek odwołane. W obu konkurencjach zwyciężyła reprezentacja Włoch, w której pilotem był Eugenio Monti, który po tych zawodach skończył karierę zawodniczą. Srebrne medale zdobyła reprezentacja RFN i Austrii. Natomiast brązowe Rumunii i Szwajcarii.
Obrońcy tytułu mistrza olimpijskiego, reprezentacje Wielkiej Brytanii w dwójce i Kanady w czwórce, zajęły odpowiednio 5. i 17. miejsce.

## Tor
Trasa zawodów znajdowała się w L’Alpe d’Huez. Tor miał 1500 m długości i 13 zakrętów. Start był usytuowany na 2030 m n.p.m., natomiast meta na 1890 m n.p.m. Średni spadek trasy wynosił 9,33%.

## Warunki pogodowe
Warunki pogodowe podczas rozgrywania tej konkurencji były złe. Ze względu na odwilż zawody, zamiast planowych dwóch, trwały aż 5 dni. Dodatkowo zmniejszono liczbę zjazdów w czwórkach z 4 do 2. Aby uniknąć odwołania zawodów, organizatorzy wzmocnili system chłodzenia toru oraz zamontowali osłony, by blokować promienie słoneczne.

### Dwójka mężczyzn[2]
| Miejsce | Państwo             | Zawodnik                             | Czas    | Strata |
| ------- | ------------------- | ------------------------------------ | ------- | ------ |
| 1       | Włochy I            | Eugenio Monti/Luciano De Paolis      | 4:41,54 |        |
| 2       | RFN I               | Horst Floth/Pepi Bader               | 4:41,54 | +0,00  |
| 3       | Rumunia I           | Ion Panțuru/Nicolae Neagoe           | 4:44,46 | +2,92  |
| 4       | Austria I           | Erwin Thaler/Reinhold Durnthaler     | 4:45,13 | +3,59  |
| 5       | Wielka Brytania I   | Anthony Nash/Robin Dixon             | 4:45,16 | +3,62  |
| 6       | Stany Zjednoczone I | Paul Lamey/Robert Huscher            | 4:46,03 | +4,49  |
| 7       | RFN II              | Wolfgang Zimmerer/Peter Utzschneider | 4:46,40 | +4,86  |
| 8       | Austria II          | Max Kaltenberger/Fritz Dinkhauser    | 4:46,63 | +5,09  |

Data: 8–11.02.1968

### Czwórka mężczyzn[3]
| Miejsce | Państwo           | Zawodnik                                                                | Czas    | Strata |
| ------- | ----------------- | ----------------------------------------------------------------------- | ------- | ------ |
| 1       | Włochy I          | Eugenio Monti/Luciano De Paolis/Roberto Zandonella/Mario Armano         | 2:17,39 |        |
| 2       | Austria I         | Erwin Thaler/Reinhold Durnthaler/Herbert Gruber/Josef Eder              | 2:17,48 | +0,09  |
| 3       | Szwajcaria I      | Jean Wicki/Hans Candrian/Willi Hofmann/Walter Graf                      | 2:18,04 | +0,65  |
| 4       | Rumunia I         | Ion Panțuru/Nicolae Neagoe/Petre Hristovici/Gheorghe Maftei             | 2:18,14 | +0,75  |
| 5       | RFN I             | Horst Floth/Pepi Bader/Willi Schäfer/Frank Lange                        | 2:18,33 | +0,94  |
| 6       | Włochy II         | Gianfranco Gaspari/Leonardo Cavallini/Giuseppe Rescigno/Andrea Clemente | 2:18,36 | +0,97  |
| 7       | Francja I         | Francis Luiggi/André Patey/Gérard Monrazel/Maurice Grether              | 2:18,84 | +1,45  |
| 8       | Wielka Brytania I | Tony Nash/Guy Renwick/Robin Widdows/Robin Dixon                         | 2:18,84 | +1,45  |

Data: 16.02.1968